# Kihaadhoo
Kihaadhoo is een van de bewoonde eilanden van het Baa-atol behorende tot de Maldiven.

## Demografie
Kihaadhoo telt (stand maart 2007) 204 vrouwen en 204 mannen.